# 京都鐵道
京都鐵道（日语：／ Kyōto Tetsudō */?）是日本一家曾存在於1893年至1907年之間的私營鐵路公司，經營目前山陰本線的嵯峨野線路段，即京都 - 园部区间。1906年，日本頒佈《鐵道國有法》，隔年京都鐵道被收歸國有，成為帝國鐵道廳的一部份。

## 历史
京都鐵道是明治时期为了修建通往日本海军驻地之一--日本海沿岸城市舞鹤的铁路而成立。京都鐵道的成立者为田中源太郎、滨岡光哲等人；京都鐵道于1893年（明治26年）7月成立，并在1895年获得从京都经绫部到舞鹤的铁路建设许可。
当时通往舞鹤的铁路计划除了京都铁道外，还有阪鶴鐵道（大阪～福知山～舞鹤）、摄丹铁道（大阪～园部～舞鹤）等竞争方案，政府对建设通往舞鹤的铁路采取鼓励的态度。然而京都鐵道在穿过保津峡的建设过程中遇到了很多困难，铁路线需要穿过陡峭的悬崖、八条隧道和50多座桥梁，导致京都至园部段进展缓慢，京都 - 大宮間于1897年开通，直到1900年才开通至园部，之后更缺乏资金向北延伸。
随着舞鶴鎮守府的启用，政府认为修建从京都到舞鹤的铁路对于国家至关重要，于是1902年4月取消了该铁路的许可证，未完成的部分由政府自己开行修建。1906年在日俄戰爭衝擊下，鐵道國有化的呼聲提高，同年《鐵道國有法》頒布，京都鐵道被列入其中，并在1907年7月1日收歸國有。
国有化后1909年進行國有鐵道名稱制定，称为「京都線」，园部 - 绫部的铁路于1910年（明治43年）开通。配合于1904年开通的舞鹤线，形成京都经绫部到舞鹤的铁路。另外作为京都鐵道公司总部的二条站大楼建于1904年，是日本最古老的木制车站建筑，1996年二条站高架化时，旧站体移至梅小路蒸汽机车博物馆，用作展厅。2016年京都铁道博物馆开馆后，这里成为博物馆纪念品店。

## 路線
- 京都 - 園部
  - 京都站 - 大宮站 - 丹波口站 - 二条站 - 花園站 - 嵯峨站 - 龟岡站 - 八木站 - 園部站

京都铁道・阪鶴铁道路線图（1907年）